# 古田建一
古田 建一（ふるた けんいち、1894年（明治27年）2月5日 - 1947年（昭和22年）4月22日）は、大日本帝国陸軍軍人。最終階級は陸軍少将。兵科は砲兵科。

## 経歴
1894年（明治27年）に佐賀県で生まれた。陸軍士官学校第27期卒業。1941年（昭和16年）3月1日に陸軍大佐進級と同時に関東軍砲兵下士官候補者隊長に着任。1942年（昭和17年）8月に第8砲兵司令部高級部員（関東軍・第5軍）に転じ、1944年（昭和19年）8月に第12軍兵器部長（支那派遣軍・北支那方面軍）に就任し、1945年（昭和20年）6月10日に陸軍少将に進級した。
1947年（昭和22年）11月28日、公職追放仮指定を受けた。